# Petosse
Petosse est une commune française située dans le département de la Vendée, en région Pays de la Loire.

## Géographie
Le territoire municipal de Petosse s'étend sur 1 590 hectares. L’altitude moyenne de la commune est de 43 mètres, avec des niveaux fluctuant entre 20 et 58 mètres,.
| Pouillé               | L'Hermenault | Sérigné           |
| Mouzeuil-Saint-Martin | Petosse      | Longèves          |
| Le Langon             |              | Auchay-sur-Vendée |

### Climat
Pour des articles plus généraux, voir Climat des Pays de la Loire et Climat de la Vendée.
En 2010, le climat de la commune est de type climat océanique franc, selon une étude du CNRS s'appuyant sur une série de données couvrant la période 1971-2000. En 2020, Météo-France publie une typologie des climats de la France métropolitaine dans laquelle la commune est exposée à un climat océanique et est dans une zone de transition entre les régions climatiques « Bretagne orientale et méridionale, Pays nantais, Vendée » et « Littoral charentais et aquitain ». 
Pour la période 1971-2000, la température annuelle moyenne est de 12 °C, avec une amplitude thermique annuelle de 14,3 °C. Le cumul annuel moyen de précipitations est de 812 mm, avec 12,2 jours de précipitations en janvier et 6,5 jours en juillet. Pour la période 1991-2020, la température moyenne annuelle observée sur la station météorologique de Météo-France la plus proche, « Sainte Gemme la Plaine_sapc », sur la commune de Sainte-Gemme-la-Plaine à 15 km à vol d'oiseau, est de 13,0 °C et le cumul annuel moyen de précipitations est de 809,1 mm,. Pour l'avenir, les paramètres climatiques de la commune estimés pour 2050 selon différents scénarios d'émission de gaz à effet de serre sont consultables sur un site dédié publié par Météo-France en novembre 2022.

## Urbanisme

### Typologie
Au 1er janvier 2024, Petosse est catégorisée commune rurale à habitat dispersé, selon la nouvelle grille communale de densité à sept niveaux définie par l'Insee en 2022.
Elle est située hors unité urbaine. Par ailleurs la commune fait partie de l'aire d'attraction de Fontenay-le-Comte, dont elle est une commune de la couronne,. Cette aire, qui regroupe 30 communes, est catégorisée dans les aires de moins de 50 000 habitants,.

### Occupation des sols
L'occupation des sols de la commune, telle qu'elle ressort de la base de données européenne d’occupation biophysique des sols Corine Land Cover (CLC), est marquée par l'importance des territoires agricoles (92,5 % en 2018), en diminution par rapport à 1990 (95,6 %). La répartition détaillée en 2018 est la suivante : 
terres arables (91,6 %), zones urbanisées (5,3 %), zones industrielles ou commerciales et réseaux de communication (2,3 %), prairies (0,6 %), zones agricoles hétérogènes (0,2 %). L'évolution de l’occupation des sols de la commune et de ses infrastructures peut être observée sur les différentes représentations cartographiques du territoire : la carte de Cassini (XVIIIe siècle), la carte d'état-major (1820-1866) et les cartes ou photos aériennes de l'IGN pour la période actuelle (1950 à aujourd'hui).

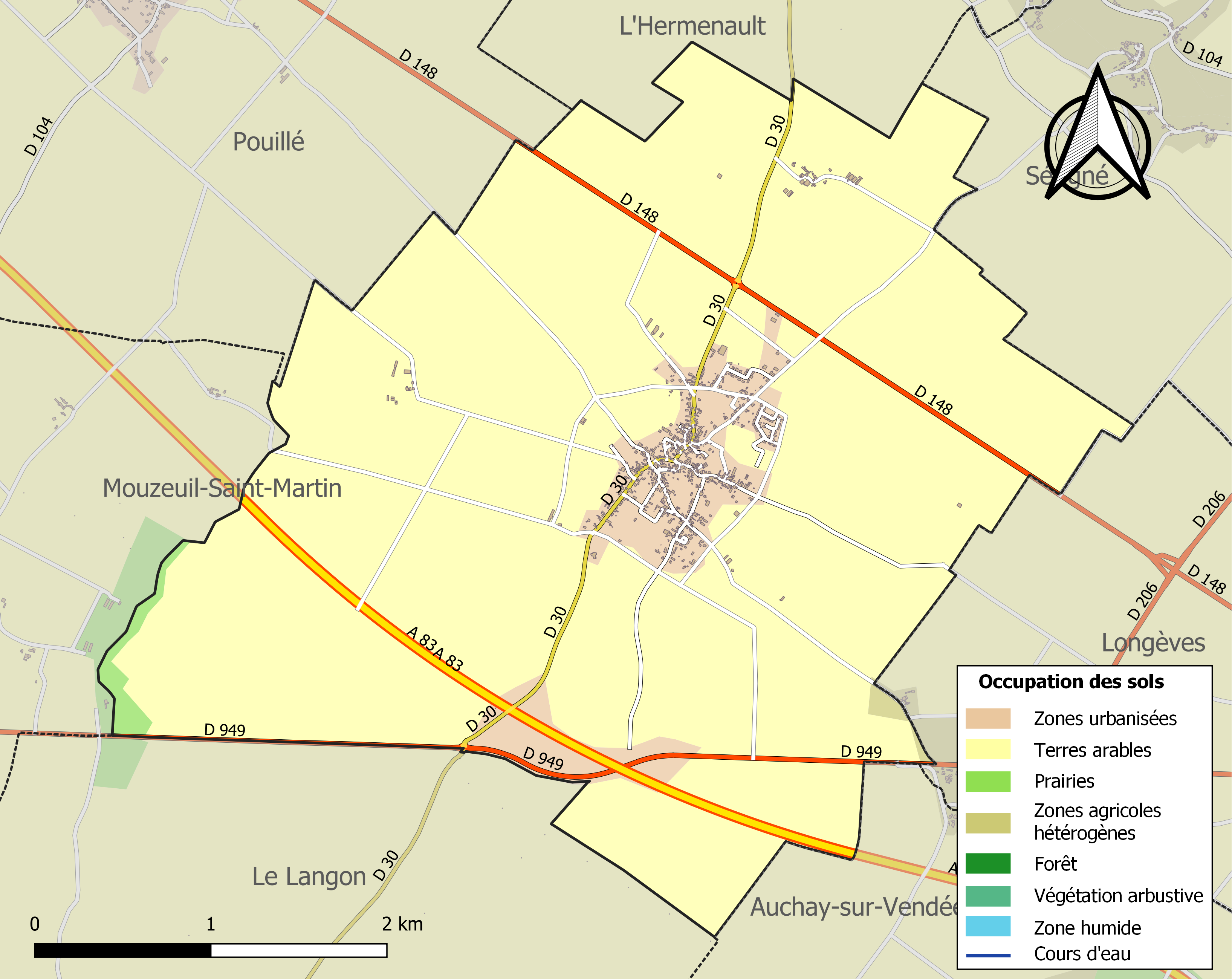
Carte des infrastructures et de l'occupation des sols de la commune en 2018 (CLC).

## Politique et administration

### Liste des maires
| Période                                  | Période   | Identité           | Étiquette | Qualité              |
| ---------------------------------------- | --------- | ------------------ | --------- | -------------------- |
| avant 1995                               | ?         | Bernard Vincent    | DVD       |                      |
| 1996                                     | mars 2008 | Paul Robin         | PS        |                      |
| mars 2008                                | mai 2020  | Jacques Paillat    |           | producteur de melons |
| mai 2020                                 | En cours  | Yves-Marie Boucher |           | chef d'entreptise    |
| Les données manquantes sont à compléter. |           |                    |           |                      |

## Population et société

### Démographie

#### Évolution démographique
L'évolution du nombre d'habitants est connue à travers les recensements de la population effectués dans la commune depuis 1793. Pour les communes de moins de 10 000 habitants, une enquête de recensement portant sur toute la population est réalisée tous les cinq ans, les populations de référence des années intermédiaires étant quant à elles estimées par interpolation ou extrapolation. Pour la commune, le premier recensement exhaustif entrant dans le cadre du nouveau dispositif a été réalisé en 2004.

En 2022, la commune comptait 684 habitants, en évolution de −2,01 % par rapport à 2016 (Vendée : +5,33 %, France hors Mayotte : +2,11 %).
| 1793 | 1800 | 1806 | 1821 | 1831 | 1836 | 1841 | 1846 | 1851 |
| ---- | ---- | ---- | ---- | ---- | ---- | ---- | ---- | ---- |
| 395  | 370  | 381  | 380  | 401  | 455  | 478  | 503  | 501  |

| 1856 | 1861 | 1866 | 1872 | 1876 | 1881 | 1886 | 1891 | 1896 |
| ---- | ---- | ---- | ---- | ---- | ---- | ---- | ---- | ---- |
| 461  | 476  | 512  | 511  | 510  | 525  | 527  | 516  | 524  |

| 1901 | 1906 | 1911 | 1921 | 1926 | 1931 | 1936 | 1946 | 1954 |
| ---- | ---- | ---- | ---- | ---- | ---- | ---- | ---- | ---- |
| 519  | 545  | 532  | 468  | 435  | 462  | 426  | 456  | 422  |

| 1962 | 1968 | 1975 | 1982 | 1990 | 1999 | 2004 | 2006 | 2009 |
| ---- | ---- | ---- | ---- | ---- | ---- | ---- | ---- | ---- |
| 416  | 423  | 395  | 383  | 432  | 444  | 505  | 512  | 586  |

| 2014 | 2019 | 2022 | - | - | - | - | - | - |
| ---- | ---- | ---- | - | - | - | - | - | - |
| 685  | 687  | 684  | - | - | - | - | - | - |

#### Pyramide des âges
En 2018, le taux de personnes d'un âge inférieur à 30 ans s'élève à 36,5 %, soit au-dessus de la moyenne départementale (31,6 %). À l'inverse, le taux de personnes d'âge supérieur à 60 ans est de 22,7 % la même année, alors qu'il est de 31,0 % au niveau départemental.
En 2018, la commune comptait 355 hommes pour 342 femmes, soit un taux de 50,93 % d'hommes, largement supérieur au taux départemental (48,84 %).
Les pyramides des âges de la commune et du département s'établissent comme suit.
| Hommes | Classe d’âge | Femmes |
| ------ | ------------ | ------ |
| 0,0    | 90 ou +      | 0,6    |
| 4,9    | 75-89 ans    | 8,0    |
| 15,7   | 60-74 ans    | 16,3   |
| 20,0   | 45-59 ans    | 17,8   |
| 20,6   | 30-44 ans    | 23,2   |
| 15,4   | 15-29 ans    | 13,9   |
| 23,4   | 0-14 ans     | 20,2   |

| Hommes | Classe d’âge | Femmes |
| ------ | ------------ | ------ |
| 0,8    | 90 ou +      | 2,2    |
| 8,7    | 75-89 ans    | 11,1   |
| 20,3   | 60-74 ans    | 21,3   |
| 20     | 45-59 ans    | 19,4   |
| 17,5   | 30-44 ans    | 16,8   |
| 15     | 15-29 ans    | 13,2   |
| 17,7   | 0-14 ans     | 16,1   |

## Lieux et monuments
Au plan en croix latine, l'église de Pétosse comporte des éléments d'époques différentes, du XIe au XIXe siècle.
On accède à son clocher par une tourelle contenant un escalier à vis, réalisé en 1646 avec un savoir-faire consommé.
L'église et son souterrain-refuge sont protégés par arrêté du 11 juin 1991. Ce souterrain refuge de bourg fut dans un premier temps une carrière d'extraction de moellons calcaires puis il fut aménagé comme lieu de refuge. Situé sous l'église et sous la parcelle (cad. AC 53), il est probablement contemporain de l'édification. Son plan est constitué par trois salles cruciformes dont le passage de l'une à l'autre s'effectue par des chatières. Les puits d'extractions au centre des croix ont été comblés par des piliers de soutènement en sous œuvre et le remploi de pierres tombales, dont certaines anciennes pour remplacer la voûte.

## Contes et légendes
L'abbé Ferdinand Baudry, dans ses Antiquités celtiques de la Vendée, arrondissement de Fontenay-le-Comte, rapporte cette courte légende : « Petosse est la localité où, de temps immémorial, on ferre les chats, pour qu'en se rendant en hiver, au sabbat des sorciers, ils puissent piétiner sur la glace sans se casser les pattes. »

## Pour approfondir